# 과학사회학
과학사회학(Sociology of Science, 科學社會學)은 사회체계로서의 과학을 연구하는 사회학의 한 분야로, 미국의 사회학자 로버트 K. 머턴이 20세기 중반에 정립하였다. 머턴은 본래 과학과 사회 사이의 상호작용을 분석하였지만, 과학의 내부구조를 사회학적으로 이해하지 않고서는 자신의 연구를 진행할 수 없다고 생각하고 과학사회학을 정립하였다. 과학사회학은 당시 학문적 주류였던 기능주의의 영향을 많이 받았으며, 과학을 '고유한 가치와 규범이 조화를 이루는 체계'로 해석한다. 과학의 가치와 목적은 객관적인 지식체계를 만드는 것이며, 연구자들은 보편주의· 공유주의· 이해중립성· 회의주의로 이뤄진 규범을 준수함으로써 가치를 실현한다.
과학은 연구자들의 노력과 업적에 대한 보상체계도 가지고 있다. 예를 들어 뛰어난 성과를 이룬 사람은 법칙이나 단어에 영원히 이름을 남기며, 작위나 단체 가입과 같은 명예나 금전적인 보상을 받기도 한다. 이러한 체계는 학자들에게 현실적인 연구동기를 제공함으로써, 자연을 이해하고자 하는 학자들이 더욱 연구에 매진하도록 북돋우는 역할을 한다. 보상체계는 과학자 사회에 불평등을 유발하기도 하는데, 유명한 과학자가 많은 지원을 받음으로써 더 좋은 논문을 발표하고, 지위를 강화하는 마태 효과가 그것이다. 그 외에도 과학사회학은 새로운 학문이 형성되는 과정과 나이에 따른 과학자들의 행동양식 변화도 연구한다.
한편 과학사회학이 학자들의 행동과 학계의 사회적 특성을 분석하는데 초점을 맞추자, 일부 영국 학자들은 여기에 대해 비판을 제기하고 과학지식사회학을 정립하였다. 과학지식사회학은 과학철학의 영향을 많이 받았으며, 과학지식의 사회적 특성을 연구한다는 점에서 과학사회학과 차이가 있다.

## 역사

### 지식사회학

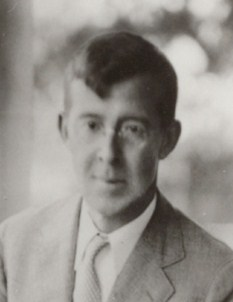
피티림 소로킨(1917년)

과학이 사회에서 어떠한 위치에 있는 지에 대한 연구는 지식사회학의 일부분으로서 19세기 말부터 다뤄졌다. 이 분야의 선구자인 칼 마르크스와 프리드리히 엥겔스는 물질적인 발전이 개인의 사회적·정치적·지적 생활을 결정한다는 유물론적 사고를 주창하였다. 이들은 자연과학의 지식이 다른 학문과는 달리 경제적 요소의 영향을 받지 않음을 인정하면서도, 자연과학이 형성되는 과정에는 상공업의 발전과 같은 경제적 요인이 작용하며 지배계급은 자신을 보호하고 타인을 억압하기 위한 수단으로 자연과학과 기술들을 이용한다고 보았다.
한편, 미국의 사회학자 피티림 소로킨은 자연과학을 포함한 모든 종류의 지식이 문화정신로부터 나온다는 관념론적인 입장을 취했다. 문화정신은 세상의 실재(實在)의 정체와 이것을 추구하는 방법에 대한 사람들의 시각으로, 크게 이념지향·중도지향·감각지향으로 나눌 수 있다 이념지향적인 문화정신은 세상을 비물질적이고 변하지 않는 것으로 생각하며, 인간은 물질적 욕구를 인내함으로써 정신적 욕구를 충족해야한다고 생각한다. 반면 감각지향적인 문화정신은 감각기관을 통해 느끼는 것이 진실이라고 생각하며, 물질적 욕구의 만족을 중요하게 생각한다. 중도지향은 언급한 두 가지의 성질을 모두 갖고 있는 것이다. 소로킨은 지난 몇 세기 동안 감각지향적인 문화정신이 세계를 지배해왔으며, 이것이 현대과학의 출현을 유도했다고 보았다.

### 기능주의

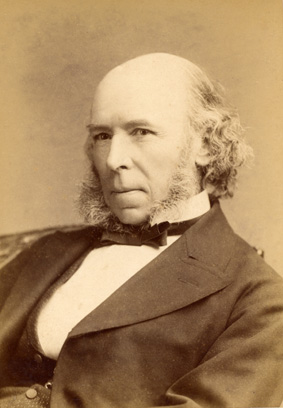
허버트 스펜서

19세기의 사회학자 허버트 스펜서는 생물체가 내부 기관들의 상호작용 덕분에 삶을 유지하며 외부 환경에 맞춰 진화함을 알게 되었다. 그는 인간 사회도 생물체와 비슷한 양상을 보일 것이라 생각하였으며, 이를 기반으로 기능주의를 정립하였다. 기능주의는 사회를 규범·관습·전통·제도의 4가지 요소가 유기적으로 결합한 체계로 규정한다. 건강한 사회에서는 각각의 요소들이 조화롭게 균형을 이루며, 만약 구성원 중 일부에 변화가 생기거나 외부로부터 충격이 가해지면 다른 요소들이 발맞추어 변화함으로써 사회는 새로운 질서를 되찾는다.
미국의 탤컷 파슨스는 사회가 질서를 유지하기 위하여 갖고 있어야 할 특징을 형태유지· 단위통합· 목표달성· 적응의 4가지로 나눴다. 형태유지는 사회가 문화와 관습을 보존함으로써 자신의 정체성을 유지하려는 욕구로, 생명체가 자신의 외형과 내부 기관의 기능을 유지하는 것과 비슷하다. 이 욕구를 충족하기 위해 학교나 종교· 법 등이 존재한다. 단위통합은 사회가 구성원을 유기적으로 결합함으로써 와해를 막고자하는 욕구로, 친족관계나 잘 짜여진 조직이 이러한 욕구를 충족한다. 생물체가 내부 기관을 유기적으로 연결하여 항상성을 유지하는 것과 비슷한 셈이다. 한편, 목표달성은 사회가 공공의 목표를 설정함으로써 구성원의 협력을 도모하고 우호관계를 증진하고자 하는 욕구를 말한다. 정치활동이 존재하는 이유가 바로 이 때문이다. 마지막으로 적응은 사회가 외부의 충격에으로부터 자신을 보호하려는 욕구로, 생명체가 외부 변화에 적응하고 진화하는 것과 비슷하다. 기능주의는 20세기 중반까지 사회학을 지배하는 사상이었으며 머턴이 과학사회학을 정립하는데 큰 영향을 주었다.

### 머턴의 등장
과학사회학의 창시자로 널리 알려진 로버트 K. 머턴은 1910년 필라델피아의 노동자 가정에서 태어났다. 1931년 템플 대학 학부를 졸업한 그는 하버드 대학 사회학과 대학원 과정에 진학하였다. 이곳에서 머턴은 피티림 소로킨·탤컷 파슨스로부터 사회학을 사사받았을 뿐 아니라, 조지 사튼·알프레드 화이트헤드·윌리엄 휠러 등으로부터 과학사와 과학철학·비교동물학 등을 배웠다. 그는 지도교수 소로킨이 집필한 책 《사회적 및 문화적 동학 Social and Cultural Dynamics》에 연구조교로 참여하기도 하였는데, 이처럼 폭넓은 공부 덕분에 머턴은 과학과 사회 사이의 관계에 대해 관심을 갖게 되었다.

#### 지식사회학 비판
과학과 사회 간의 상호작용에 관심을 갖게 된 머턴은 20세기 유럽 지식사회학자들의 사상을 공부하고 관련 논문들을 발표하였다. 대표적인 예로는 칼 만하임·막스 셸러의 저작에 관한 1935년의 서평과 막스 베버와 로버트 마키버의 사상을 확장한 1936년의 책 《문명과 문화 Civilization and Culture》, 플로리안 즈나니에키의 사상을 검토한 1941년 논문 등이 꼽힌다. 이와 같은 과정을 거치면서 머턴은 "지식은 사회체계의 일부이므로 다른 부분들과 항상 갈등한다"라는 지식사회학의 중요한 함의를 수용함과 동시에 학문이 갖고 있는 한계점을 간파하였다. 지식사회학은 1930년대부터 발전이 정체되었는데, 머턴에 의하면 지식사회학이 지나치게 추상적이었고 사변적인 탓이었다. 예를 들어 지식사회학은 지식의 실존적 기초, 즉 "지식이 무엇에서 기원하는가?"라는 물음에만 매달렸으며 학자들은 자신의 신념에 따라 유물론·관념론의 입장을 변호하는데 그쳤다.  머턴의 비판은 1945년 논문 〈지식사회학 The Sociology of Science〉에서 절정에 달하는데, 그는 "지식사회학이 가설과 절대적 교조(敎條)를 혼동하는 시대에서 벗어나고 있으며, 기존의 사변적 통찰은 철저한 검증을 받고 있다"라고 역설하였다.

#### 17세기 과학사 연구

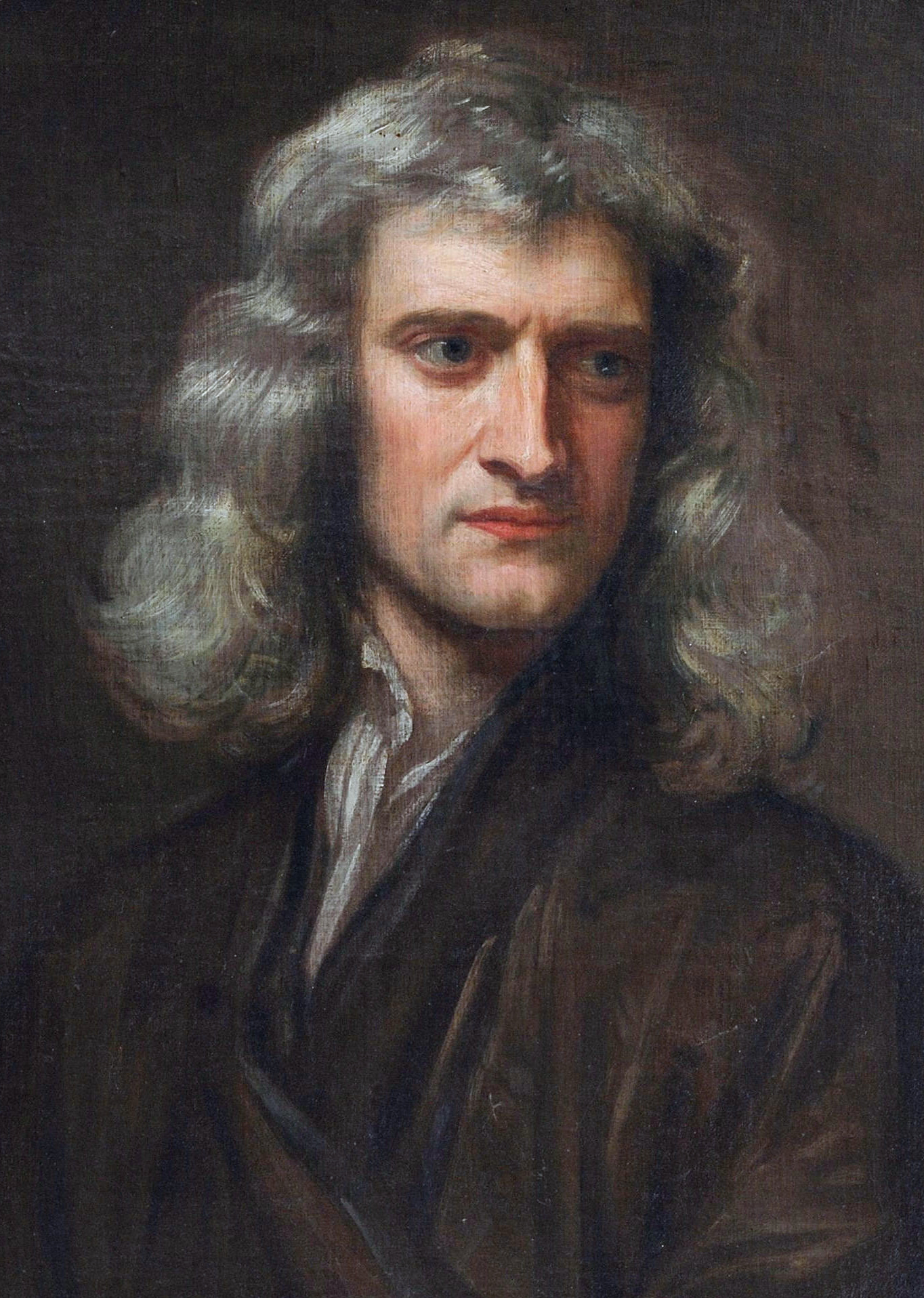
아이작 뉴턴(1689년)

17세기 전반에 걸쳐 영국과학은 급속도로 성장하였다. 자연철학자 로버트 보일을 비롯하여 식물학자 존 레이· 동물학자 프랜시스 윌러바이· 물리학자 아이작 뉴턴 같은 뛰어난 학자들이 출현하여 많은 업적을 남겼으며, 1660년에는 영국 국왕 찰스 2세의 지원 하에 과학자들의 학술단체인 왕립학회가 설립되었다. 특히 왕립학회는 1665년부터 세계 최초의 학술지 중 하나인 《철학회보(Philosophical Transactions)》를 발행함으로써 학자들이 체계적으로 교류할 수 있도록 도왔다. 과학발전이 당시 영국의 사회적 배경의 영향을 크게 받았으리라 생각한 머턴은 이를 주제로 학위연구로 진행하였으며, 1938년에는 논문 《17세기 영국의 과학, 기술과 사회 Science, Technology and Society in Seventeenth-Century England》을 발표한다.
《17세기 영국의 과학, 기술과 사회》에서 머턴은 청교도주의가 근대과학의 발전에 영향을 미쳤다고 지적하였다.

#### 과학사회학의 정립
1930년대 로버트 K. 머턴의 주요한 관심사는 과학과 사회가 영향을 주고받는 방식을 밝히는 것이었다. 그러나 17세기 영국의 과학사를 연구하면서 머턴은 과학의 구조를 사회학적으로 설명해야 할 필요성을 느꼈다. 과학을 정의하고 기술하는 사회학적 체계가 존재하지 않는 한, 과학의 사회적 측면에 관한 심도있는 질문을 만들지 못하며 이에 관한 양적· 질적 자료를 분석할 수 없기 때문이다. 비유하자면 사칙연산을 잘 모르는 상황에서 미적분학을 이해하는데에는 한계가 있으며, 현실의 문제를 사칙연산에 관한 문제로 옮길 수 없는 것이다. 이후 머턴은 과학의 내부구조를 연구한 논문 〈과학과 사회질서〉(1937), 〈과학의 규범 구조 The Normative Structure of Science〉(1942) 등을 내놓는다.

## 과학의 규범구조
머턴은 사회체계로서의 과학을 "과학자를 구속하는 가치와 규범의 정서적 복합체"로 정의한다. 규범은 과학자들이 특정한 행동을 반드시 하도록 명령하거나 하지 못하도록 금지하며, 경우에 따라서는 할 수 있게 허용·추천함으로써 과학자들의 행동을 규제한다. 연구자들의 일탈을 막음으로써 과학은 가치를 지향하고 실현할 수 있다. 한편, 규범이 조화를 이룸으로써 과학이라는 사회체계가 유지될 수 있다는 생각은 기능주의에 기반한다.

### 과학이 지향하는 가치
머턴은 과학의 가치를 크게 객관성· 독창성· 적절성으로 구분하였다. 객관성은 중립적이고 완벽한 지식체계를 위하여 노력하는 것이다. 객관성은 과학의 중심적인 가치이며 연구자들의 개방성과 합리성 등으로 나타난다. 독창성은 새로운 지식체계를 추구하는 것으로 현대 과학에서 특히 중요하며, 호기심과 창의성· 혁신 등으로 표현된다. 마지막으로 적절성은 사회발전에 기여할 수 있는 지식의 추구를 뜻하는데, 이러한 가치가 내면화되면 학자들은 인간애와 불의에 대한 분노 등을 느끼게 된다.

### 과학에 내재하는 규범
머턴에 의하면 과학자들은 보편주의· 공유주의· 이해중립성· 회의주의의 4가지 규범을 따른다.

#### 보편주의
과학자의 주장이나 학설이 인정을 받기 위해서는 이미 알려진 지식 및 관찰과 조화를 이루는 비인격적 기준을 따라야 한다. 다시 말해서 기존의 지식과 관찰을 잘 설명하며 논리적 비약이 없는 학설은 과학적 사실로 인정되어야 한다. 따라서 학설이 정당한지 여부는 연구자의 인종· 국적· 종교· 사상· 명성과 같은 요인이 영향을 전혀 미칠 수 없다. 예를 들어 독일을 무척 싫어하는 사람이라도 하버가 개발한 암모니아 제법을 무효화 할 수는 없으며, 영국인을 혐오하는 사람이라도 뉴턴이 찾은 만유인력의 법칙을 폐기할 수는 없다. 뿐만 아니라 보편주의는 능력 있는 사람이라면 사회적 신분에 상관없이 누구나 연구를 수행할 수 있도록 돕고, 지식체계의 증대라는 과학의 가치를 실현한다.
물론, 과학은 인간사회 혹은 국가라는 큰 체계에 종속되어있기 때문에 과학의 보편주의가 항상 존중받는 것은 아니다. 만약 더 큰 체계가 보편주의에 반대하는 경우, 과학은 양립불가능한 특성의 대립으로 말미암아 극도로 불안해진다. 예를 들어 세계대전 시기 독일이나 스탈린 치하 소비에트 연방에서는 국수주의와 전체주의· 인종주의가 횡행하였다. 이곳의 과학자들은 자발적으로 보편주의를 포기하였거나 그렇게 하도록 강요받았으며, 민족이나 국가 혹은 특정한 이익집단을 위한 기술을 생산하는 존재로 전락하였다. 그럼에도 불구하고 과학자들은 보편주의를 지켜냈다고 머턴은 말한다.

#### 공유주의
과학지식은 인류 공동의 재산이기 때문에 어느 누구도 배타적 소유권을 주장할 수 없다. 심지어 법칙이나 이론을 처음으로 발견하거나 정립한 과학자들조차 지식을 사용하는데 있어서 특권을 가지지 못한다. 연구자들이 과학지식에 대해 주장할 수 있는 것이라고는 자신이 최초로 법칙이나 이론을 발견했다는 명예와 함께 학계와 일반인들로부터 받는 존경에 불과하다. 예를 들어 아인슈타인은 상대성이론의 제창자라는 명예와 존경을 누릴 수는 있어도 이론이 자신만의 것이라고 주장할 수도, 자식에게 상속할 수도 없었다. 공유주의는 학자들 간의 교류를 활성화함으로써 현대과학에 발전을 주었다고 평가된다.
공유주의가 등장한 배경에는 여러 가지가 있다. 계몽주의는 그 중 하나인데, 일례로 18세기 프랑스의 과학자 뢰미르는 "과학지식을 소수의 연구자들이 독점할 수 있는 시기는 지났다. 우리는 지식을 공개함으로써 세계의 다른 지역 사람들을 도와야한다"라고 주장하였다. 특히 《철학회보》와 같은 초기 학술지들은 연구결과를 먼저 발표하는 쪽이 최초발견자의 지위를 얻는다고 홍보함으로써, 지적 재산권 침해를 우려하여 연구 공개를 망설이는 학자의 논문 투고를 이끌었다. 한편, 자신의 성과를 평가하는 과학자들의 인식도 적잖은 영향을 미쳤다. 뉴턴이 "내가 더 멀리까지 관찰할 수 있었던 것은 거인의 어깨 위에 서 있었기 때문이다"라고 지적했듯이, 연구자들은 동료나 선배의 업적이 자신의 연구에 많은 도움을 주었음을 인정하였다. 따라서 지식에 대한 재산권을 주장하지 않음으로써 자신의 연구에 직접· 간접적으로 기여한 사람들을 존중하는 것이다.
한편, 공유주의가 자본주의와 충돌하는 것에 대해 학자들은 여러 반응을 보인다. 어떤 연구자들은 자신의 업적에 대해 특허를 취득하기도 하고, 다른 사람들은 사회주의 경제체제로 이행함으로써 사회와 과학 사이의 괴리를 종식시키자고 주장한다.

#### 이해중립성
역사를 살펴봤을 때 자연과학분야에서는 다른 영역에 비하여 연구윤리를 기만하는 사건, 예를 들면 결과를 위조· 변조하거나 타인의 논문을 표절하는 경우가 드물었다. 이에 관한 고전적인 해석 중 하나는 과학자 개개인의 인품과 관련이 있는데, 유난히 정직한 사람들이 과학자가 되기 때문에 연구윤리를 위반하는 사례가 드물다는 것이다. 그러나 머턴은 고전적인 해석을 뒷받침할 증거가 없다면서, 과학의 구조 자체가 연구자로 하여금 정직해지도록 규제한다고 주장한다. 과학자의 연구결과는 받아들여지기 전에 학계의 엄정한 평가를 받는다. 연구의 궁극적인 목적이 순수한 지식 추구든 명예와 부를 얻기 위한 것이든 간에 동료 학자들은 연구결과를 검증하면서 비합리적이거나 편파적인 부분을 지적한다. 과학자가 경쟁자를 제치거나 명예를 얻을 목적으로 결과를 위조하거나 영양가 없는 논문을 대량양산하는 전략을 사용할 수는 있으나, 대부분은 동료평가 과정에서 적발되며 해당 과학자는 처벌을 받게 된다. 특히 정직을 삶의 신조로하는 학자라면 논문을 위조하거나 표절하는데 있어서 심리적 부담감을 느낄 것이다. 따라서 연구자들이 자신의 품위를 지키고 처벌을 면할 수 있는 길은 연구결과를 정직하게 발표하는 길 뿐이다.

#### 회의주의
과학자의 학설이나 주장은 받아들여지기 전에 논리적이고 경험적인 기준에 기반한 검증을 거쳐야한다. 이러한 태도는 보편주의와 공유주의· 이해중립성의 규범을 실현하는 방법론이다. 특히 회의주의는 과학이 다른 사회체계와 충돌을 일으키는 원인을 제공하는데, 이는 과학의 검증 대상에 특정 사회나 종교에서 진리로서 받아들이는 명제들이 포함되기 때문이다. 만약 과학이 철저한 검증을 통하여 명제들이 틀렸음을 보인다면, 자신의 영역을 침해받은 사회나 종교집단은 극렬하게 저항할 것이다. 예를 들어 16세기 유럽에서 코페르니쿠스와 갈릴레이를 비롯한 천문학자들이 태양중심설을 주장했을 때, 기독교는 교리에 어긋난다는 이유로 태양중심설을 탄압하였다. 그리고 생물학자들이 진화론을 제창하자, 신(神)이 생명체를 창조했다고 믿는 일부 기독교인들은 크게 반발하였다.

## 과학자들의 연구원동력
머턴은 1942년 논문 《과학의 규범구조》를 통하여 "연구자들이 규범을 따름으로써 과학의 가치를 실현한다고 주장하였지만, 이것만으로 과학을 설명하는데에는 한계가 있었다. 규범구조는 사회체계로서의 과학을 서술하였을 뿐, 과학자들이 규범을 따르게 되는 원동력을 제시하지 않았던 것이다. 머턴은 과학자들이 규범을 따를 수 밖에 없는 이유를 설명하고자 노력하였다. 그는 중복 발견과 우선권 분쟁에 관한 역사적 사례들에서 해답에 대한 실마리를 찾았으며, 이후 과학자 공동체의 보상체계가 과학자들의 연구동기를 강화한다는 결론에 이르렀다.

### 중복 발견과 우선권 분쟁

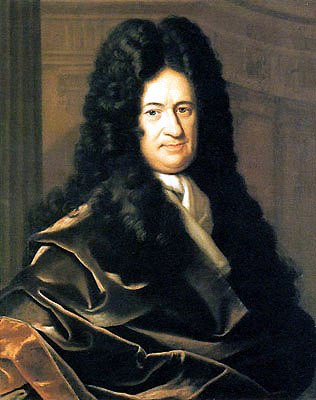
미적분학의 창시자 자리를 두고 뉴턴과 대립한 라이프니츠

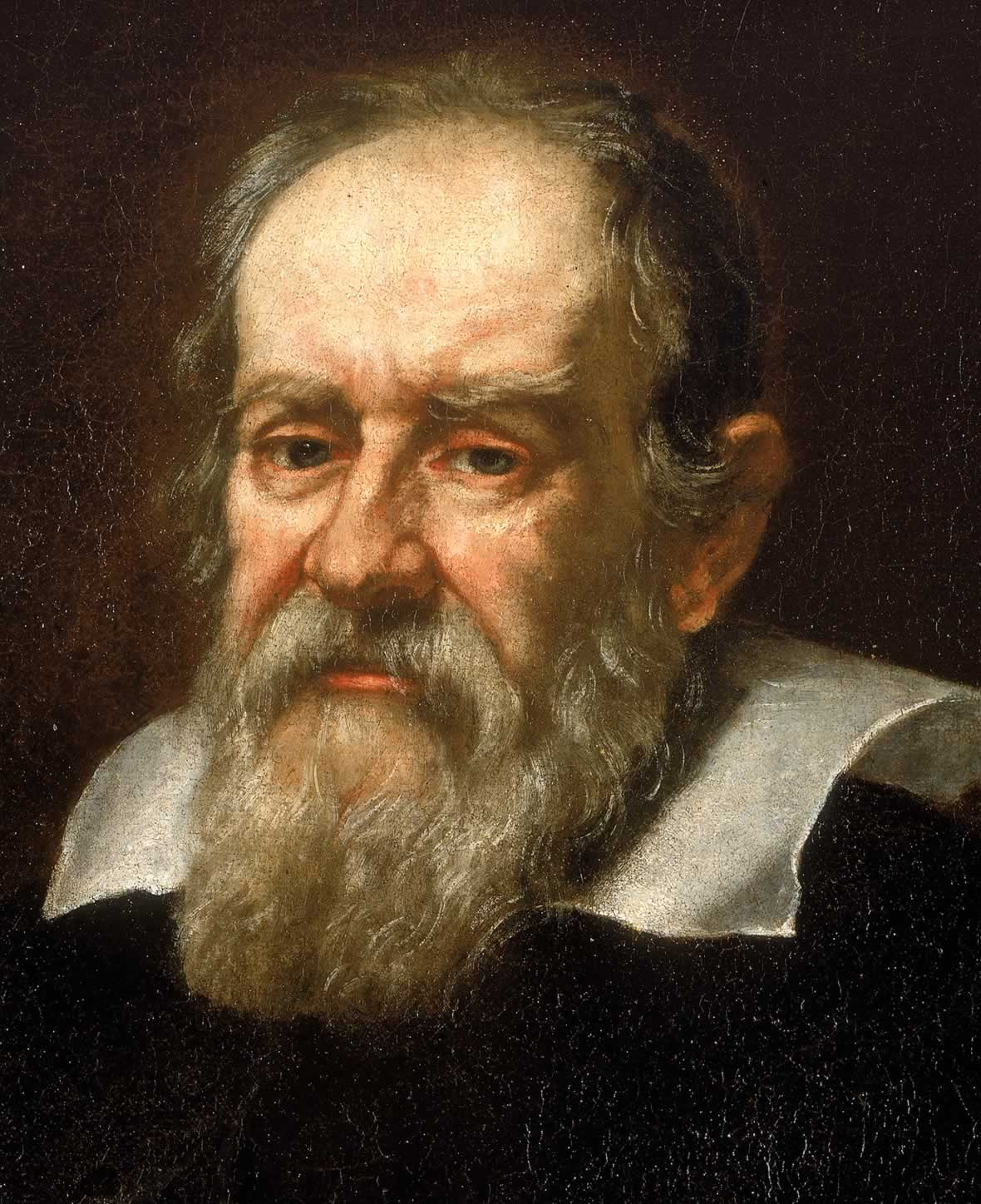
자신의 업적을 보호하는데 힘쓴 갈릴레오

과학 분야에서는 직접· 간접적 교류가 없는 학자들이 동일한 연구를 독립적으로 수행하는 현상이 자주 발생한다. 이러한 현상은 중복 발견이라 불리며, 많은 역사학자들과 사회학자들의 관심대상이었다. 예를 들어 19세기 영국의 역사학자 토마스 매콜리는 미적분학을 독자적으로 발견한 영국의 뉴턴과 독일의 라이프니츠를 연구한 후, 당시의 사회적 상황이 미적분학을 개발할 수 밖에 없는 환경을 만들었다고 생각하였다. 즉, 뉴턴이나 라이프니츠가 아니라도 누군가가 미적분학을 비슷한 시기에 개발했으리라는 것이다. 이와 비슷하게 20세기 미국의 사회학자 윌리엄 오그번과 도로시 토마스는 지식이 축적되고 사회가 발전함에 따라 연구자들은 어쩔 수 없이 특정한 문제들에 주목하게 된다고 언급하였다. 머턴은 좀 더 나아가서 "과학적 성과는 원칙적으로 중복 발견이며, 표면적으로는 단독 발견처럼 생각되는 것도 예외가 아니다"라고 이야기하면서 다양한 역사적 사례를 논거로 제시한다. 그는 중복 발견을 여러 가지 형태로 분류하기도 하였는데, 미발표 연구를 나중에 다른 학자가 독립적으로 수행하는 경우· 논문이 발표되기는 하였지만 묻혀있다가 다른 사람의 연구로 빛을 보는 경우· 거의 같은 시기에 중복 발견이 이뤄져서 모두가 논문을 발표하거나 한 쪽이 소식을 미리 듣고 포기하는 경우 등 다양하다.
과학자들 역시 다른 누군가가 자신과 비슷한 주제로 연구를 하고 있으며, 언제든지 발표할 수 있다는 것을 인지하고 있었다. 이를 뒷받침하는 증거에는 과학자들 간에 오간 서신이 있는데, 17세기 영국의 과학자 에드먼드 핼리는 아이작 뉴턴과 존 플램스티드에게 자신들의 연구결과를 빨리 발표하라고 독촉하였으며 19세기 식물학자 찰스 라이엘은 찰스 다윈에게 자연선택설에 관한 그의 논문을 발표하지 않으면 누군가가 먼저 논문을 발표할 것이라고 경고하였다. 뿐만 아니라 연구자들은 누가 먼저 과학적 발견에 대한 우선권을 놓고 분쟁하였다. 미적분학의 창시자라는 명예를 두고 뉴턴과 라이프니츠가 말년에 치열하게 싸운 예는 아주 대표적이며, 갈릴레오는 몇몇 사람을 '자신으로부터 업적을 빼앗아가려는 협잡꾼'으로 몰아세우기도 하였다. 19세기의 생물학자 에드워드 제너 역시 종두법 개발과 관련하여 우선권 분쟁을 겪었다.
과학자들이 우선권 분쟁을 일으키는 원인으로는 여러 가지가 제시되었다. 가장 간단한 설명으로는 우선권이 인간의 이기적 본능의 표출이라는 것인데, 머턴은 이러한 주장은 문제를 지나치게 단순화하며 타당성이 없다고 지적한다. 좋은 예로는 다윈과 월리스가 자연선택설의 우선권과 관련하여 마찰을 빚기보다는 서로 양보하려고 했던 것을 들 수 있다. 조금 더 발전된 주장은 우선권 분쟁이 특정한 부류들의 이기심으로 설명한다. 과학자들 중에 일부 섞여있는 자기중심적이고 명예욕에 굶주린 사람들이 논쟁을 유발한다는 것이다. 특히 뛰어난 업적을 남긴 과학자는 역사에 이름이 남는 만큼, 이기적인 사람이 더욱 몰린다는 설명이다. 과학자들 중에는 공격적인 사람들이 있는 만큼, 이 설명은 부분적으로 일리가 있다. 그러나 머턴은 기존의 설명들이 우선권 분쟁을 전부 설명할 수 없다고 일축한다. 캐번디시와 같이 수줍음을 많이 타는 사람조차 자신의 과학적 성과를 둘러싼 우선권 분쟁에는 아주 적극적이었다는 것이다.
머턴은 업적을 발표한 과학자 본인보다 주변의 친구들이 우선권 분쟁에 적극적으로 뛰어든다는 것도 주목했다. 사회학에 따르면 제 3자가 분노한다는 것은 특정 사안이 부도덕하거나 정의에 어긋난다는 뜻이므로 과학적 발견의 우선권에 관한 주변 사람들의 격한 반응은 이기심에 있는 것이 아니다. 이들은 '지식 발견'이라는 경기가 공정하지 않다고 생각하기 때문에 화를 내는 것이다.

### 과학의 보상체계
다른 사회체계와 마찬가지로 과학 역시 나름대로의 보상체계를 가지고 있다. 연구자들이 지식체계를 확장한다는 가치를 실현하기 위하여 규범에 순응하는 것에 대해 일종의 감사를 표하는 것이다. 과학의 보상체계는 대부분 명예적인 것으로, 시대에 따라 조금씩 바뀌어왔지만 가장 일반적인 것으로는 명명(命名)과 시상, 과학사학자에 의한 평가가 있다. 이러한 보상체계는 지식을 확장하고자 하는 학문적 동기를 강화함으로써 연구자들이 과학의 규범을 잘 따르고 가치를 잘 실현할 수 있도록 돕는다.

#### 보상체계의 종류
- 명명(命名)

과학발전에 크게 공헌한 연구자의 이름을 과학용어 등에 붙여줌으로써 그를 영원히 기리는 관행이다. 명명은 규모와 파급력에 따라 여러 세부등급으로 나눌 수 있는데, 가장 명예가 높은 것은 이름을 역사적 사건이나 패러다임의 대명사로 사용하는 것이다. 예를 들어 16세기 서양에서 일어난 과학혁명은 천문학자 니콜라스 코페르니쿠스의 이름을 따서 코페르니쿠스 혁명이라 불리며, 20세기 양자역학과 상대성이론이 등장하기 이전의 고전적인 과학 패러다임은 물리학자 아이작 뉴턴의 이름을 따서 뉴턴 패러다임이라 한다. 생명체의 진화에 관한 여러 사상들을 진화생물학자 찰스 다윈의 이름을 따서 다윈주의라고 부르는 것도 좋은 예다. 이러한 명예를 누리는 것은 극히 어려우며, 얻은 사람들 역시 얼마 되지 않는다. 다음 가는 명예는 특정 학문분야의 창시자로 인정을 받는 것이다. 19세기 물리학자 마이클 패러데이는 전기공학의 창시자로 불리며, 에드워드 제너는 면역학의 아버지로 불린다. 화학과 같이 다루는 범위가 넓은 분야는 로버트 보일과 앙투안 라부아지에 등 여러 사람을 꼽기도 한다. 다음으로는 개념이나 현상· 도구 등에 그것을 발견하거나 만들어낸 사람의 이름을 붙여주는 것이 있다. 플랑크 상수나 탄성에 관한 후크의 법칙· 핼리 혜성 등이 대표적이며 질환을 처음으로 진단한 의사의 이름을 붙인 헌팅턴병· 에디슨병도 비슷한 예다.
- 시상
- 과학사학자의 평가

#### 보상체계의 효과
보상체계의 효과는 상당하다.

## 기타 연구주제
1957년을 기점으로 하여 과학사회학은 급격히 성장하였다. 1950년대 초반부터 미국 산업사회학자들이 독자적으로 진행해 온, 기업· 정부 출연 연구소에 소속된 과학자의 생산성이나 복리후생· 경력형성에 대한 연구에 과학사회학이 접목되었다. 1950년대 후반에 등장한 과학자의 의사소통과 집단형성에 관한 연구에도 역시 과학사회학의 여러 이론들이 사용되었고, 과학사학자 드 솔라 프라이스가 이끄는 계량적 과학연구와도 영향을 주고받기 시작했다. 이와 같은 성장의 배경에는 머턴이 1957년에 미국 사회학회 회장에 취임했다는 사실이나 과학사회학의 기본적인 패러다임이 갖춰진 것, 그리고 소련이 스푸트니크 1호를 발사함으로써 과학의 사회적 역할에 대해 관심이 많아진 것 등을 예로 들 수 있을 것이다.

### 과학의 소통구조
1950년대 후반, 허버트 멘젤 등이 과학자들의 의사소통 방식에 대한 연구를 시작하였다. 처음에는 머턴의 과학사회학과 무관하게 진행하였지만, 의사소통이 새로운 학문을 형성하는데 중요함을 알게 되면서 두 연구분야는 융합하였다. 이 분야의 대표적 저서는 다이애나 크레인의 《보이지 않는 대학 Invisible College》과 니콜라스 멀린스의 논문 《생물학자들 간의 사회적 연결망 Social Networks Among Biological Scientists》등이 있다. 그 외에도 요셉 벤다비드나 독일의 학자들도 새로운 연구분야가 형성되는 과정을 연구하였다. 그러나 제시된 모형의 대부분은 학자들이 연구의 소재로 삼은 사례에 대해서만 맞아떨어졌다. 예를 들어 영국의 사회학자 마이클 멀케이와 데이비드 엣지는 저서 《천문학의 재탄생 (과학, 문화와 사회) Astronomy Transformed (Science, Culture & Society)》에서 전파천문학의 발전과정이 기존에 제시된 모형들과 맞지 않음을 보였다. 최근에는 신생 연구분야의 탄생과정을 설명할 수 있는 간단하고 일반적인 이론은 없다는 견해가 대세를 차지한다.
- 벤다비드-콜린스의 모형

기성 학문은 경쟁이 치열하기 때문에 연구자들이 자신의 입지를 다지기 쉽지 않다. 이를 걱정한 일부 연구자들은 경쟁이 덜하며 지위를 쉽게 확보할 수 있는 분야로 전공을 바꾸는데, 이 때 기존에 갖고 있던 지식과 방법론을 새로운 전공과 접목한다. 역할 혼성화(Role-hybridization)이라 불리는 이 과정을 통하여, 기존의 학문과는 다른 새로운 연구분야가 만들어진다. 모형이 잘 적용되는 사례로는 19세기 중반에 독일 생리학자 빌헬름 분트가 창시한 실험적 심리학을 들 수 있다. 그는 인간의 심리라는 철학적 주제에 생리학적 실험방법을 결합함으로써 새로운 연구분야를 만들었다.
- 멀린스의 모형

니콜라스 멀린스는 벤다비드-콜린스의 모형이 분자생물학과 일부 사회학 분야의 형성과정에 맞지 않음을 발견하고, 새로운 학문분야가 형성되는 4단계 모형을 제시하였다. 첫 번째 단계에서는 연구자들이 비슷한 주제를 독립적으로 연구한다. 두 번째 단계에서는 학자들 사이에 소통이 증가하면서 독자적으로 연구하는 사람이 줄어든다. 세 번째 단계에서는 연구자들끼리 특정 장소에 모여 연구하고 토론을 한다. 마지막 단계에 이르면 학회와 학술지, 교육기관 등이 정립되며 하나의 새로운 연구분야로 자리를 잡는다.
- 슈타른베르크 학파의 모형

1970년대 독일 막스 플랑크 연구소 산하 과학기술시대의 삶의 조건 연구소에서 활동했던 사회학자 게르노트 뵈머, 볼프강 반 덴 데일 볼프강 크론 등도 신생연구분야의 형성에 관한 이론을 내놓았다. 연구소가 있던 도시 이름을 따서 슈타른베르크 학파라고도 불린 이들은 토마스 쿤의 패러다임 이론과 임레 라카토슈의 연구 프로그램 이론을 차용하여 새로운 연구분야가 형성되는 과정을 3단계로 구분하였다. 패러다임 이전단계에서는 체계적인 이론이나 법칙, 연구방법이 없기 때문에 학문의 정체성이 희미하다. 이 단계에서는 외부적 요인이 학문의 발전을 이끄는 원동력이 될 수 있는데, 예를 들어 1850년대 농업 생산성을 높이고자 하는 움직임은 농업화학의 발전을 촉진하였다. 이후 학문 체계가 구체화되면서 연구분야는 패러다임 단계에 들어선다. 이 단계에서 연구자들은 패러다임에 기반하여 질문을 만들고 해결을 하려고 노력한다. 패러다임이 연구분야 발전의 원동력이 되면서 외부의 요인은 점차 감소한다. 만약 학문이 완전히 성숙하면 패러다임은 더 이상 연구의 원동력이 되지 못하는데 이것을 패러다임 이후단계라고 한다. 이 단계에서 학문의 발전방향은 사회나 다른 학문의 요구에 맞춰 변화한다. 특히 슈타른베르크 학파들은 외부 요인이 연구 원동력이 되며, 학문이 나아갈 길을 제시하는 현상을 지향성(Finalization)이라 칭하였다.

## 비판
과학사회학에 대한 가장 고전적인 비판은 머턴적 규범과 현실 간의 괴리에 주목한다. 이들에 의하면 머턴적 규범은 이상에 불과하며 과학자들의 행동은 규범과 상당히 어긋난다. 실제 몇몇 논문들은 과학자들이 머턴적 규범을 잘 따르지 않는다는 결론을 내렸으며, 신임교수를 선발할 때는 후보자의 연구능력보다는 출신학교와 지도교수의 영향이 더 크다는 연구 등이 대표적이다. 머턴은 비판을 수용하고 규범구조에 몇 가지 수정을 하였다. 자본주의나 공유주의와 같이 양립할 수 없는 규범이 갈등할 수 있으며, 새로운 지식체계를 표방하는 과학이 연구자들에게 압력을 주어 위조나 표절과 같은 그릇된 행동에 손을 대도록 할 수 있다는 것이다. 과학을 바라보는 머턴의 기능주의적 사고에 비판을 가하는 학자들도 있다. 과학자의 행동을 가치나 규범과 같은 추상적인 개념으로 설명하기보다는 연구자 사이의 이해관계와 상호작용의 결과로 해석하는 것이다. 이러한 학자들은 과학실험실을 자세히 관찰하며 언어를 자세히 검토하는 등 주로 미시적인 분석을 수행한다. 머턴의 패러다임 자체를 반대하는 경우도 있다. 이들은 과학사회학이 연구자들의 사회적 행동을 연구하는데 치중했을 뿐 아니라 과학의 지식적· 기술적 내용을 고려하지 않았기 때문에, 과학과 사회 간에 어떠한 영향을 주고 받는 지 정확히 파악하는데 실패했다고 주장한다. 대신 이들은 과학지식의 사회적 특성을 연구하는 과학지식사회학을 정립하였다.

## 같이 보기
- (영어) 지식사회학
- (영어) 구조적 기능주의
- (영어) 로버트 K. 머턴
- (한국어) 과학지식사회학